# Lopidana
Lopidana est un village faisant partie de la commune de Vitoria-Gasteiz en Alava dans la communauté autonome du Pays basque. Il a le statut de concejo.

## Présentation
Il se trouve dans la rive droite de la rivière Zadorra, entre les villages d'Yurre et de Gobeo, à 6.5 km au nord-ouest du centre de la ville de Vitoria et fait partie de la Zone Rurale Nord-Est de Vitoria. Il était anciennement annexé par la commune de Foronda.
Il possède une église romane du XIIIe siècle. (Paroisse de Nuestra Señora de la Purificación).

### Sources
- (es) Cet article est partiellement ou en totalité issu de l’article de Wikipédia en espagnol intitulé « Lopidana » (voir la liste des auteurs).

- (eu) Cet article est partiellement ou en totalité issu de l’article de Wikipédia en basque intitulé « Lopida » (voir la liste des auteurs).